# 24.º Prêmio Jabuti
O 24º Prêmio Jabuti foi realizado em 1982, premiando obras literárias referentes a lançamentos de 1981.

## Prêmios
Os premiados foram:
- Sylviano Santiago, Em liberdade -  Romance
- Autran Dourado, Contos/crônicas/novelas
- Francisco Alvim, Poesia
- Adélia Bezerra de Menezes, Estudos literários (Ensaios)
- Frei Betto, Biografia e/ou memórias
- Marilene Felinto, Autor revelação – Literatura adulta
- Ismael Cardim, Tradução de obra literária
- Sérgio Capparelli, Literatura infantil
- João Carlos Marinho, Literatura juvenil
- Aracy Amaral, Ciências humanas (exceto Letras)
- Remolo Ciola, Ciências exatas
- Breno Augusto dos Santos, Ciências naturais
- Eugênio Amado, Tradução de obra científica
- Hernâni Donato, Melhor produção editorial – Obra avulsa
- Ziraldo Alves Pinto, Melhor livro de arte
- Jornal do Brasil, Melhor crítica e/ou notícia literária – jornal
- Rádio Excelsior, Melhor crítica e/ou notícia literária – rádio
- Revista Isto É, Melhor crítica e/ou notícia literária – revista
- TV Cultura, Melhor crítica e/ou notícia literária – televisão
- Roberto Gomes, Prêmio Jannart Moutinho Ribeiro
- Josué Montello, Personalidade literária do ano

## Ver Também
- Prêmio Prometheus
- Os 100 livros Que mais Influenciaram a Humanidade
- Nobel de Literatura